# Mistrzostwa Świata w Narciarstwie Dowolnym i Snowboardingu 2015 – muldy podwójne kobiet
Rywalizacja kobiet w muldach podwójnych podczas mistrzostw świata w Kreischbergu została rozegrana 19 stycznia na trasie Schneaschea. Mistrzostwa świata z 2013 roku nie obroniła Kanadyjka Chloé Dufour-Lapointe, która tym razem uplasowała się na czwartym miejscu. Nową Mistrzynią świata została Amerykanka Hannah Kearney. Wicemistrzostwo świata zdobyła Kanadyjka Justine Dufour-Lapointe, natomiast na najniższym stopniu podium stanęła reprezentantka Kazachstanu Julija Gałyszewa.

## Wyniki

### Kwalifikacje
| Miejsce | Nr | Zawodniczka             | Państwo          | Punkty | Punkty | Punkty | Czas    | Łącznie | Uwagi |
| Miejsce | Nr | Zawodniczka             | Państwo          | Skręty | Skoki  | Czas   | Czas    | Łącznie | Uwagi |
| ------- | -- | ----------------------- | ---------------- | ------ | ------ | ------ | ------- | ------- | ----- |
| 1.      | 22 | Hannah Kearney          | USA              | 51.40  | 13.64  | 17.78  | 25.90 s | 82.82   | Q     |
| 2.      | 7  | Justine Dufour-Lapointe | Kanada           | 51.70  | 12.28  | 18.30  | 25.45 s | 82.28   | Q     |
| 3.      | 26 | Chloé Dufour-Lapointe   | Kanada           | 50.00  | 11.73  | 16.74  | 26.79 s | 78.47   | Q     |
| 4.      | 23 | Maxime Dufour-Lapointe  | Kanada           | 48.10  | 12.06  | 17.15  | 26.44 s | 77.31   | Q     |
| 5.      | 1  | Julija Gałyszewa        | Kazachstan       | 46.90  | 12.23  | 18.00  | 25.71 s | 77.13   | Q     |
| 6.      | 17 | Junko Hoshino           | Japonia          | 47.40  | 11.92  | 17.16  | 26.43 s | 76.48   | Q     |
| 7.      | 14 | Britteny Cox            | Australia        | 47.60  | 11.30  | 17.34  | 26.28 s | 76.24   | Q     |
| 8.      | 9  | Perrine Laffont         | Francja          | 48.30  | 10.75  | 16.81  | 26.73 s | 75.86   | Q     |
| 9.      | 3  | Laura Grasemann         | Niemcy           | 45.50  | 12.30  | 17.39  | 26.23 s | 75.19   | Q     |
| 10.     | 28 | Andi Naude              | Kanada           | 46.40  | 11.42  | 17.28  | 26.33 s | 75.10   | Q     |
| 11.     | 13 | Riegina Rachimowa       | Rosja            | 46.00  | 11.44  | 17.07  | 26.51 s | 74.51   | Q     |
| 12.     | 5  | Seo Jung-hwa            | Korea Południowa | 45.70  | 10.68  | 17.97  | 25.74 s | 74.35   | Q     |
| 13.     | 6  | Audrey Robichaud        | Kanada           | 45.50  | 12.51  | 15.70  | 27.68 s | 73.71   | Q     |
| 14.     | 16 | Keaton McCargo          | USA              | 46.80  | 10.46  | 15.79  | 27.61 s | 73.05   | Q     |
| 15.     | 27 | Seo Jee-won             | Korea Południowa | 45.60  | 9.24   | 17.74  | 25.93 s | 72.58   | Q     |
| 16.     | 30 | Ali Kariotis            | USA              | 47.00  | 8.81   | 16.33  | 27.14   | 72.14   | Q     |
| 17.     | 29 | Marika Pertakina        | Rosja            | 43.90  | 10.36  | 17.58  | 26.07 s | 71.84   |       |
| 18.     | 8  | Nikola Sudová           | Czechy           | 44.40  | 10.74  | 16.19  | 27.26 s | 71.33   |       |
| 19.     | 12 | Deborah Scanzio         | Szwajcaria       | 43.50  | 10.79  | 16.54  | 26.96 s | 70.83   |       |
| 20.     | 4  | Aurora Amundsen         | Norwegia         | 44.40  | 9.56   | 15.97  | 27.45 s | 69.93   |       |
| 21.     | 19 | Ako Iwamoto             | Japonia          | 43.10  | 7.76   | 16.39  | 27.09 s | 67.25   |       |
| 22.     | 25 | Satsuki Itō             | Japonia          | 38.00  | 10.14  | 18.33  | 25.43 s | 66.47   |       |
| 23.     | 11 | Ellie Koyander          | Wielka Brytania  | 40.80  | 7.92   | 17.43  | 26.20 s | 66.15   |       |
| 24.     | 15 | Julia Nilsson           | Szwecja          | 41.60  | 7.72   | 16.45  | 27.04 s | 65.77   |       |
| 25.     | 10 | Hedvig Wessel           | Norwegia         | 40.10  | 8.71   | 16.51  | 26.99 s | 65.32   |       |
| 26.     | 2  | Azusa Itō               | Japonia          | 40.80  | 8.00   | 14.96  | 28.32 s | 63.76   |       |
| 27.     | 24 | Sophia Schwartz         | USA              | 35.10  | 9.09   | 16.67  | 26.85 s | 60.86   |       |
| 28.     | 33 | Lara Frost              | Niemcy           | 34.90  | 10.69  | 15.06  | 28.23 s | 60.65   |       |
| 29.     | 20 | Katharina Förster       | Niemcy           | 33.30  | 6.01   | 16.57  | 26.94 s | 55.88   |       |
| 30.     | 21 | Melanie Meilinger       | Austria          | 32.80  | 7.36   | 13.01  | 29.99 s | 53.17   |       |
| 31.     | 31 | Tetiana Petrowa         | Ukraina          | 27.30  | 7.09   | 11.38  | 31.39 s | 45.77   |       |
| 32.     | 32 | Katharina Ramsauer      | Austria          | 17.90  | 6.71   | 11.95  | 30.90 s | 36.56   |       |
| 33.     | 18 | Ning Qin                | Chiny            | 2.70   | 8.80   | 2.68   | 38.84 s | 14.18   |       |
|         | 34 | Karin Hackl             | Austria          | DNF    | DNF    | DNF    | DNF     | DNF     | DNF   |
|         | 35 | Nina Kern               | Austria          | DNF    | DNF    | DNF    | DNF     | DNF     | DNF   |

## Faza Finałowa

### 1/8 finału
| Nr | Zawodniczka             | Kraj             | Para | Pktunkty | Uwagi |
| -- | ----------------------- | ---------------- | ---- | -------- | ----- |
| 22 | Hannah Kearney          | USA              | 1    | 29       | Q 1/4 |
| 30 | Ali Kariotis            | USA              | 1    | 6        |       |
| 9  | Perrine Laffont         | Francja          | 2    | 19       | Q 1/4 |
| 3  | Laura Grasemann         | Niemcy           | 2    | 16       |       |
| 1  | Julija Gałyszewa        | Kazachstan       | 3    | 35       | Q 1/4 |
| 5  | Seo Jung-hwa            | Korea Południowa | 3    | 0        |       |
| 23 | Maxime Dufour-Lapointe  | Kanada           | 4    | 15       |       |
| 6  | Audrey Robichaud        | Kanada           | 4    | 20       | Q 1/4 |
| 26 | Chloé Dufour-Lapointe   | Kanada           | 5    | 21       | Q 1/4 |
| 16 | Keaton McCargo          | USA              | 5    | 14       |       |
| 17 | Junko Hoshino           | Japonia          | 6    | 13       |       |
| 13 | Riegina Rachimowa       | Rosja            | 6    | 22       | Q 1/4 |
| 14 | Britteny Cox            | Australia        | 7    | 22       | Q 1/4 |
| 28 | Andi Naude              | Kanada           | 7    | 13       |       |
| 7  | Justine Dufour-Lapointe | Kanada           | 8    | 25       | Q 1/4 |
| 5  | Seo Jung-hwa            | Korea Południowa | 8    | 10       |       |

### Ćwierćfinał
| Nr | ZZawodniczka            | Kraj       | Para | Punkty | Uwagi |
| -- | ----------------------- | ---------- | ---- | ------ | ----- |
| 22 | Hannah Kearney          | USA        | 1    | 27     | Q 1/2 |
| 9  | Perrine Laffont         | Francja    | 1    | 8      |       |
| 1  | Julija Gałyszewa        | Kazachstan | 2    | 21     | Q 1/2 |
| 6  | Audrey Robichaud        | Kanada     | 2    | 14     |       |
| 26 | Chloé Dufour-Lapointe   | Kanada     | 3    | 28     | Q 1/2 |
| 13 | Riegina Rachimowa       | Rosja      | 3    | 7      |       |
| 14 | Britteny Cox            | Australia  | 4    | 12     |       |
| 7  | Justine Dufour-Lapointe | Kanada     | 4    | 23     | Q 1/2 |

### Półfinał
| Nr | Zawodniczka             | Kraj       | Para | Punkty | Uwagi |
| -- | ----------------------- | ---------- | ---- | ------ | ----- |
| 22 | Hannah Kearney          | USA        | 1    | 18     | QF    |
| 1  | Julija Gałyszewa        | Kazachstan | 1    | 17     | QSF   |
| 26 | Chloé Dufour-Lapointe   | Kanada     | 2    | 9      | QSF   |
| 7  | Justine Dufour-Lapointe | Kanada     | 2    | 26     | QF    |

### Finał
| Pozycja | Nr | Zawodniczka             | Kraj       | Para | Punkty |
| ------- | -- | ----------------------- | ---------- | ---- | ------ |
|         | 22 | Hannah Kearney          | USA        | 1    | 29     |
|         | 7  | Justine Dufour-Lapointe | Kanada     | 1    | 6      |
|         | 1  | Julija Gałyszewa        | Kazachstan | 2    | 18     |
| 4.      | 26 | Chloé Dufour-Lapointe   | Kanada     | 2    | 17     |